# Buenos Aires (Pernambuco)
Buenos Aires é um município brasileiro do estado de Pernambuco. O município se estende por 93,2 km² e contava com 13 155 habitantes no último censo. A densidade demográfica é de 141,2 habitantes por km² no território do município.
Vizinho dos municípios de Vicência e Nazaré da Mata, Buenos Aires se situa a 13 km de Nazaré da Mata.
Situado a 587 metros de altitude, de Buenos Aires tem as seguintes coordenadas geográficas: Latitude: 7° 58' 0'' Sul, Longitude: 37° 37' 60'' Oeste.
O prefeito de Buenos Aires se chama José Fábio de Oliveira (Partido Social Democrático).

## História
O atual território do município foi povoado inicialmente por ter terras férteis em plena zona da mata seca, no século XVIII. A partir do seu povoamento, intensificou-se a cultura de subsistência, com grande destaque para o plantio de cana-de-açúcar, que movimentou e ainda tem grande importância na economia do município. Nos engenhos produz-se o açúcar e aguardente.
Em 1863 já existia a povoação, denominada Buenos Ayres, pertencendo a freguesia de Tracunhaém. É mencionado as vezes que seu antigo nome Jacú, como atesta Vasconcelos Sobrinho no dicionário corográfico e estatístico de Pernambuco. Em 1963, o município se emancipa de Nazaré da Mata.

## Geografia
Localiza-se a uma latitude 07º43'32" sul e a uma longitude 35º19'38" oeste, estando a uma altitude de 149 metros. Sua população estimada em 2013 era de 14.789 habitantes.

### Vegetação
Sua vegetação é constituída originalmente de mata atlântica, embora tenha sido muito devastada e substituída pela cultura da cana-de-açúcar.

### Hidrografia
O município é cortado pelo Riacho Morojó.

### Clima
O clima do município é o tropical do tipo As' 

## Turismo
O artesanato de Buenos Aires Constituído do distrito sede. Instalado em 15 de março de 1964.
Destaca-se pelas peças feitas com papel reciclado, golas dos caboclos de lança do maracatu, dos adereços dos grupos culturais como o caboclinho e estandartes. Também encontramos bordado, bruxas de pano, cestarias e trançados, plásticos-tapetes, bolsas de tricô e tapeçaria.
Turismo Rural
Buenos Aires possui atividades voltadas para o turismo rural. Sua paisagem é marcada por extensos canaviais, capelas e antigos engenhos com suas construções coloniais, como o Criméia, Conceição, Bandeirantes, Cavalcanti, entre outros. Ainda fazendo parte da paisagem, as serras dão ao município uma beleza ímpar e convidam você a contemplar do alto a vista de toda a cidade, chegando até a avistar municípios vizinhos.